# Nouveau cimetière militaire de Fricourt
Le nouveau cimetière militaire de Fricourt (Fricourt New Military Cemetery) est un cimetière militaire de la Première Guerre mondiale, situé sur le territoire de la commune de Fricourt, dans le département de la Somme, au nord-est d'Amiens.

## Localisation
Ce cimetière est situé à environ 500 m au nord-ouest du village, en plein champ, uniquement accessible à pied par un petit sentier plus ou moins cultivé.

## Histoire

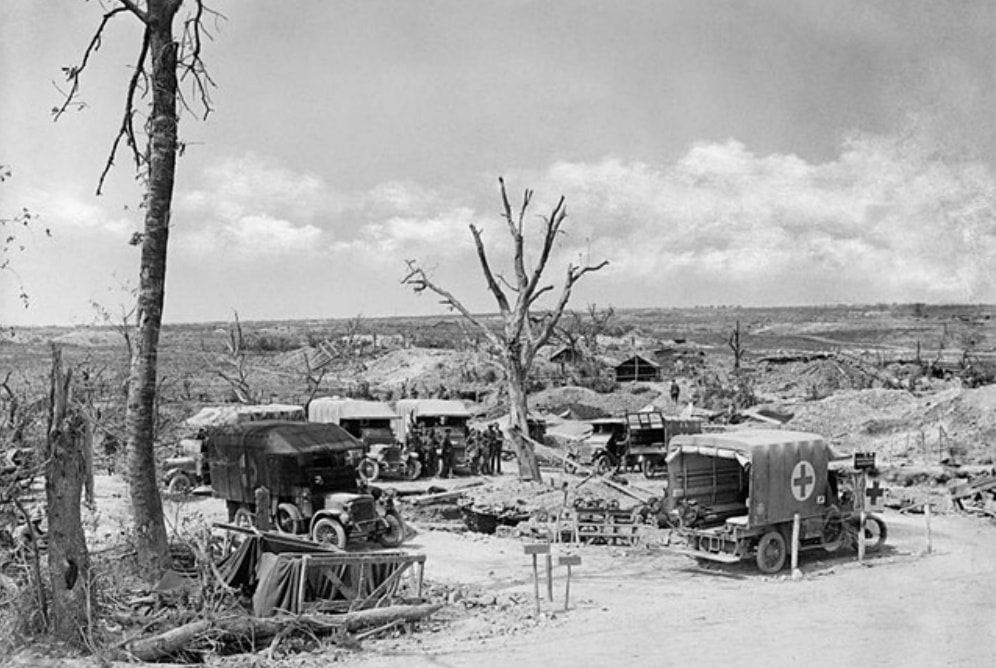
Poste de secours de l'armée anglaise à Fricourt en 1916.

Le 30 juin 1916, le village de Fricourt se trouve juste à l'intérieur de la ligne de front allemande. Il a été attaqué le 1er juillet, premier jour de la Bataille de la Somme par la 17e division, et, à la fin de la journée, le village a été pris entre cette division à l'ouest, le 21e au nord et le 7e au sud. Le village est occupé par la 17e division le lendemain et restera aux mains des troupes britanniques jusqu'au 25 mars 1918. A cette date et jusqu'au 26 août suivant, Fricourt est de nouveau aux mains des Allemands.

Deux cimetières ont été construits par la 17e division, et la plupart des morts qui y sont enterrés en faisaient partie. Le nouveau cimetière militaire de Fricourt a été établi par le 10é West Yorkshire Regiment après la prise de Fricourt en juillet 1916, et quelques tombes ont été ajoutées  en septembre 1916.

Le cimetière contient 210 sépultures de la Première Guerre mondiale, dont 26 non identifiées. Parmi les tombes, 159 appartiennent au 10th West Yorkshire Regiment. Le cimetière a été conçu par AJS Hutton.

## Caractéristique
Ce cimetière a un plan carré de 25 m de côté. Les tombes sont disposées sur quatre rangées.

Il est entouré d'un mur de briques rouges sur ses quatre côtés.

## Sépultures
| Pays             | Sépultures |
| ---------------- | ---------- |
| Royaume-Uni      | 208        |
| Nouvelle-Zélande | 2          |
| Total            | 210        |

## Galerie

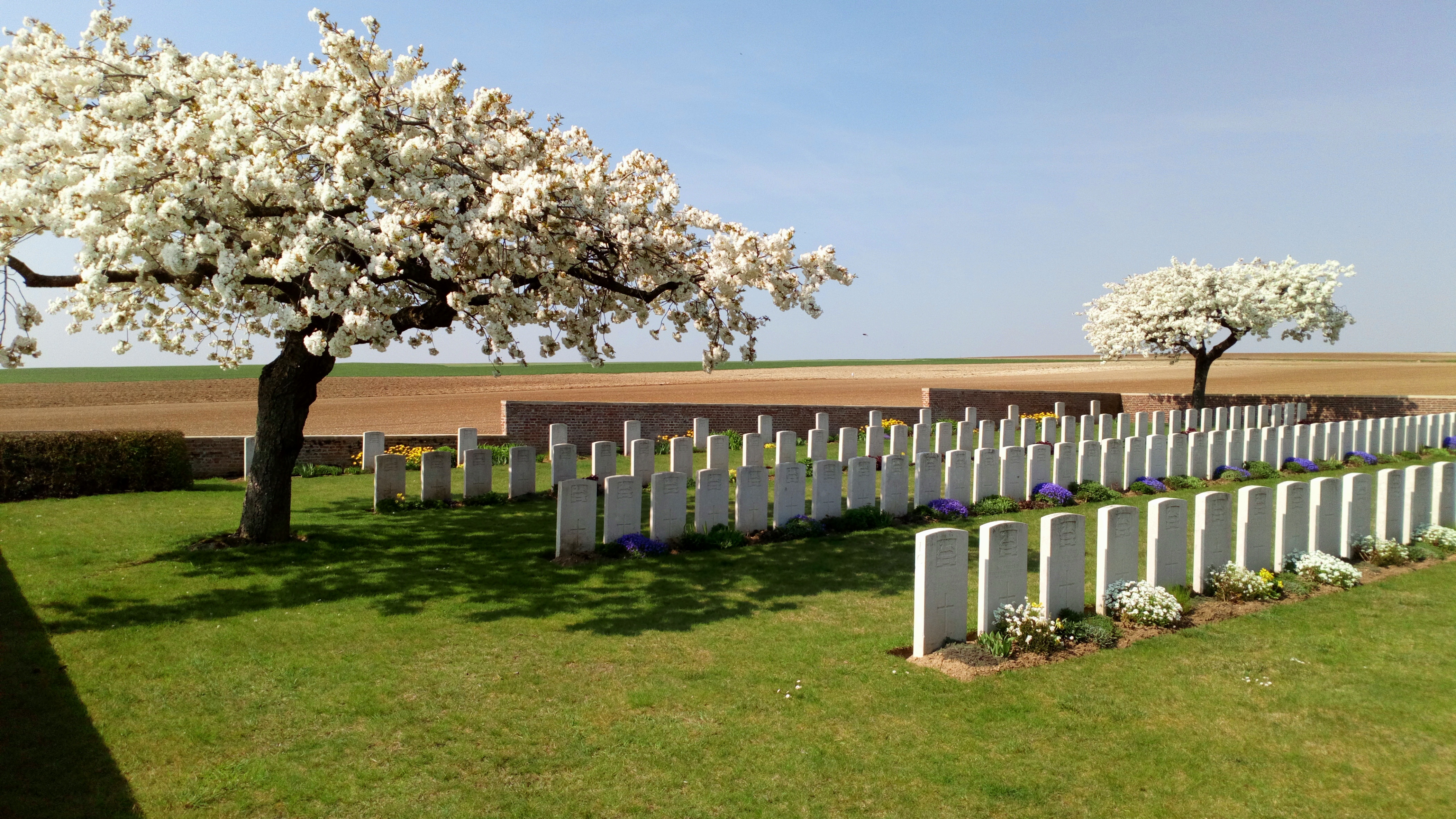
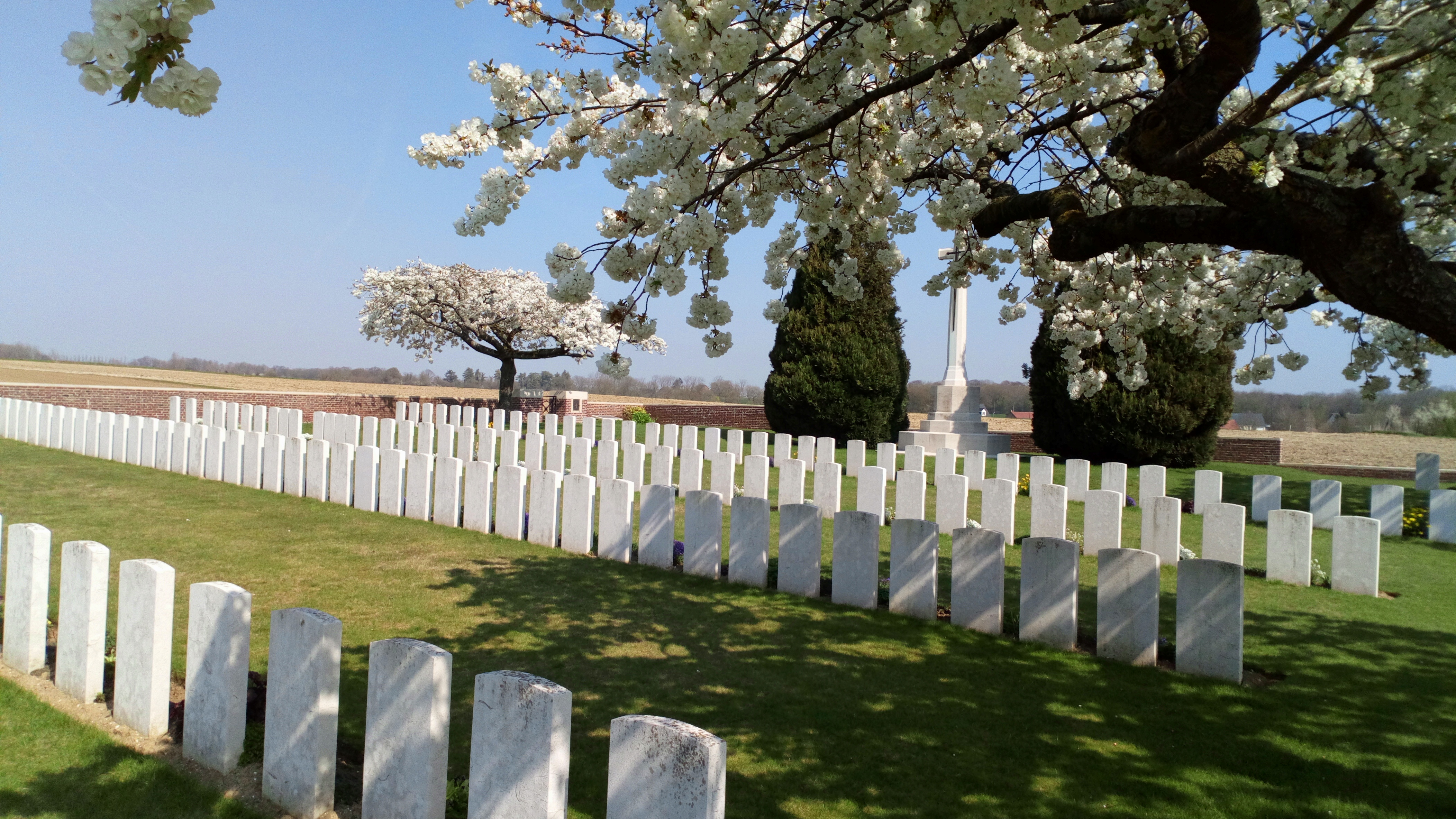
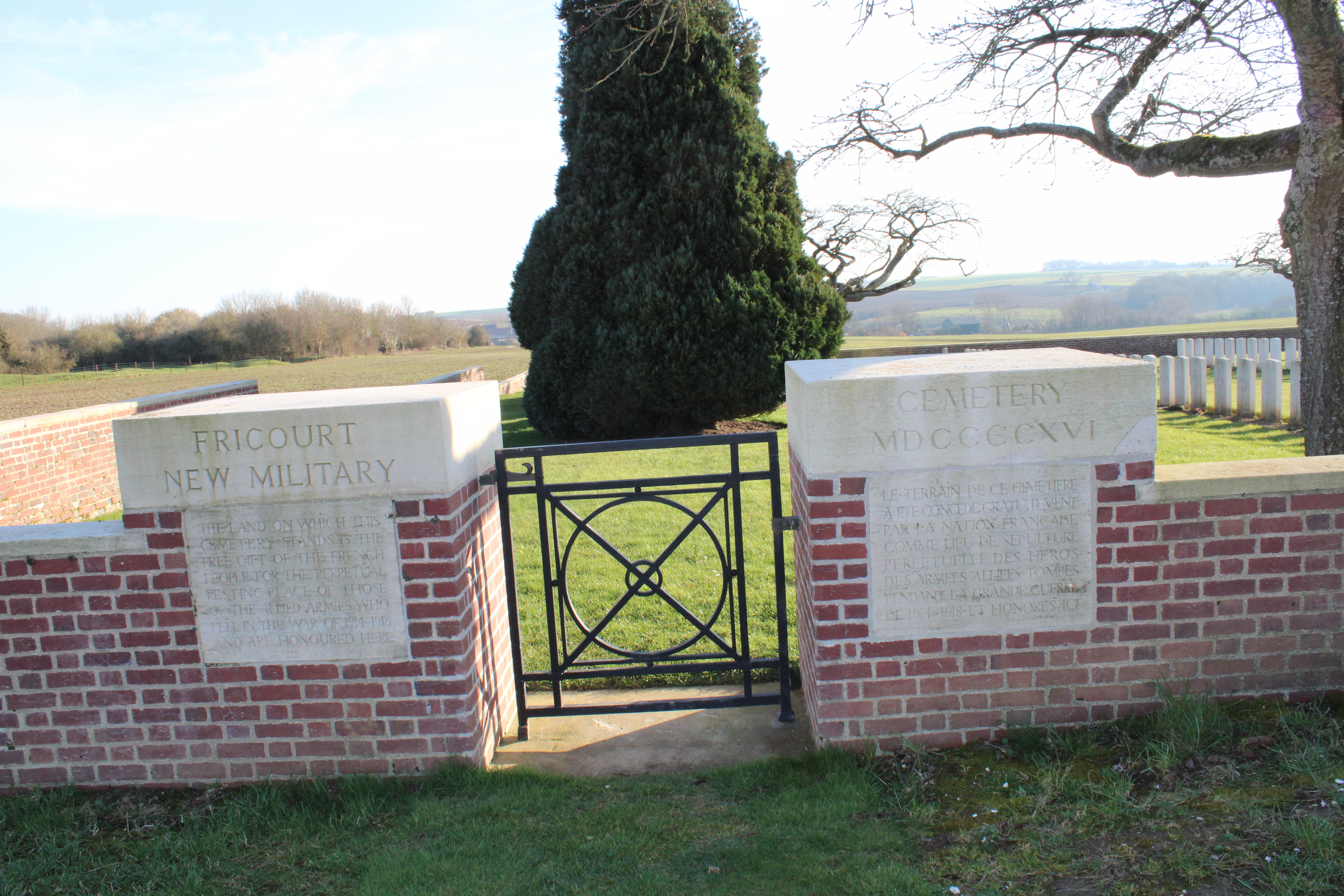
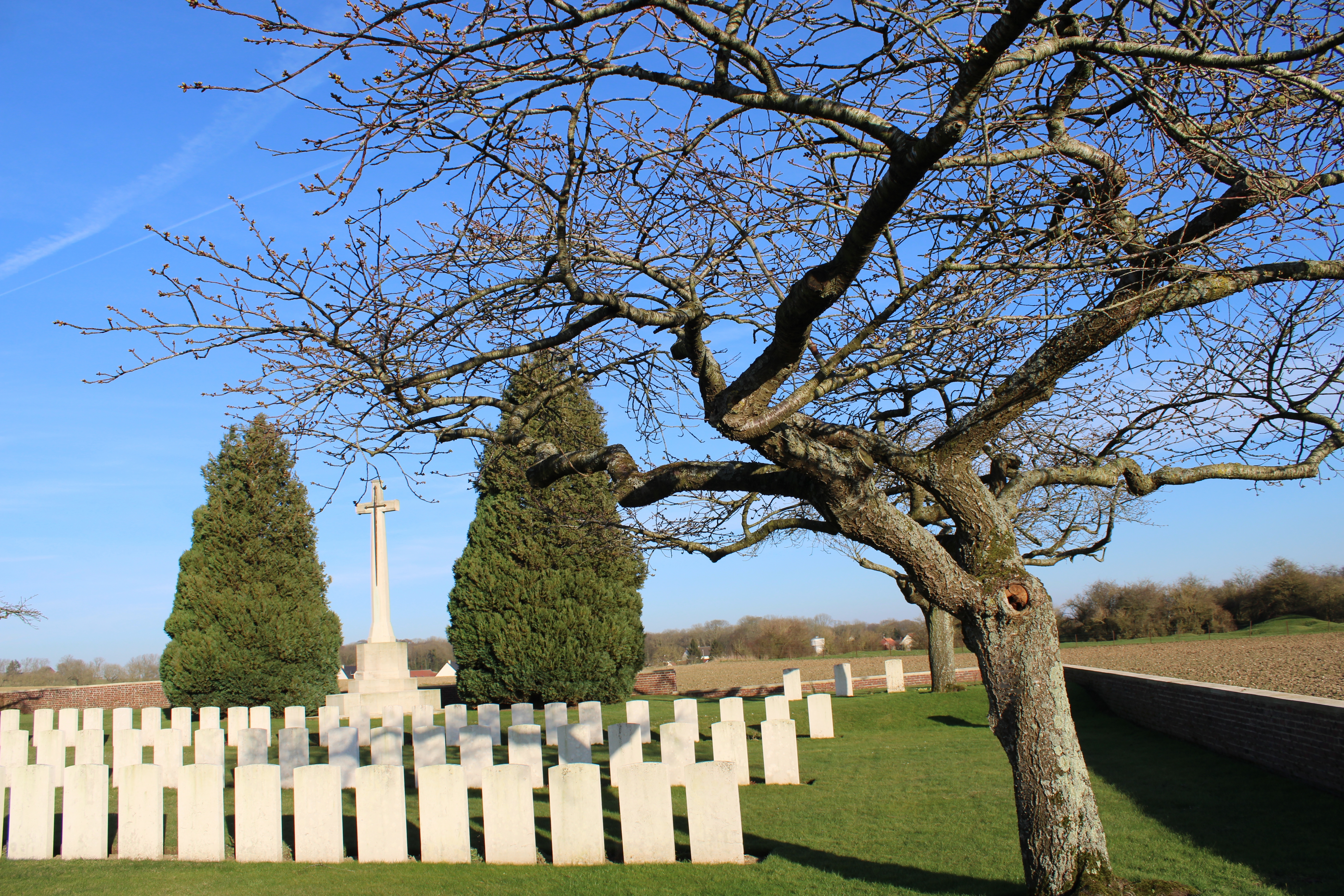
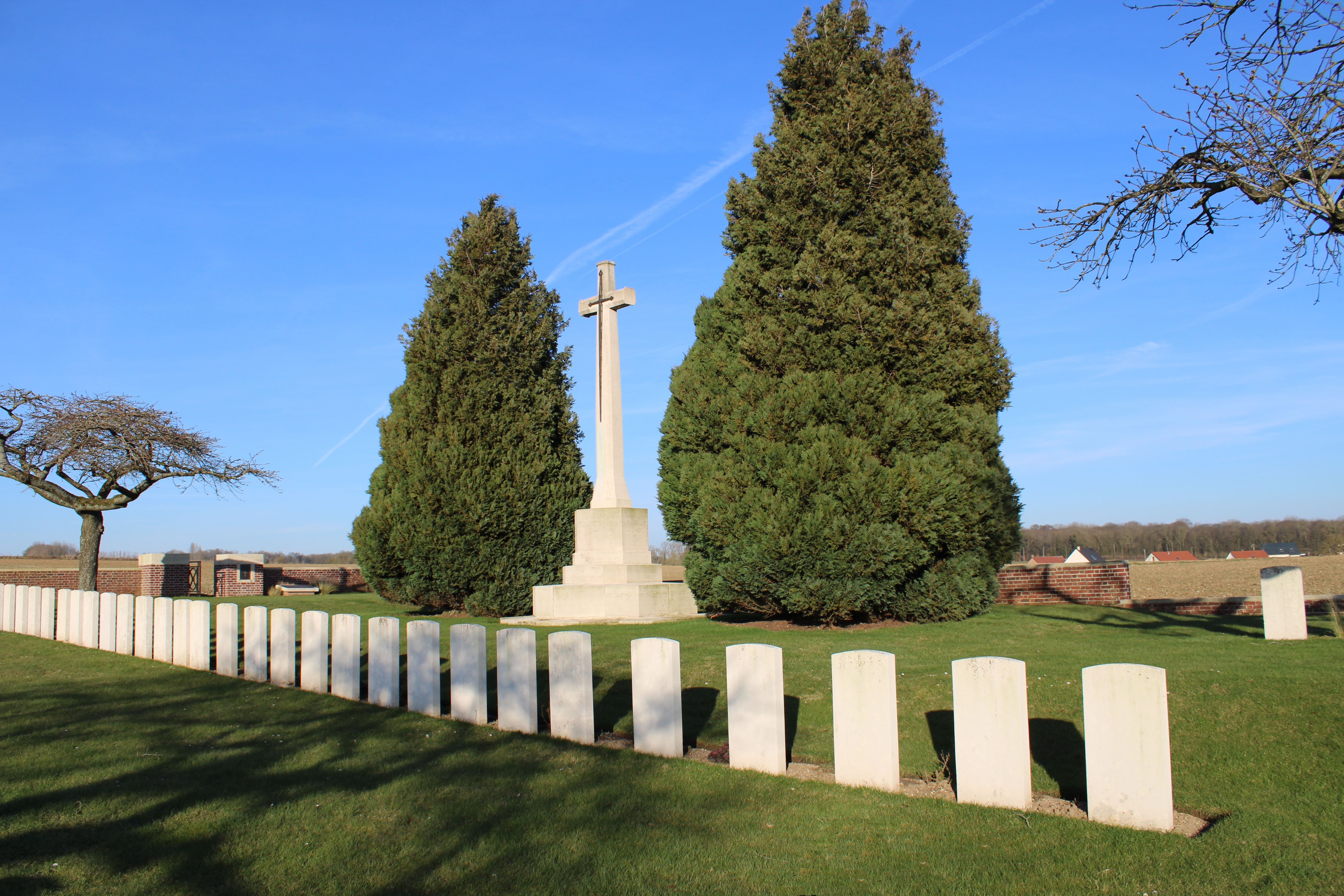